# Marie-Mae van Zuilen
Marie-Mae van Zuilen (Lexmond, 8 augustus 1998) is een Nederlandse actrice.

## Biografie
In 2015 vertolkte Van Zuilen de rol van de jongere Sabine, het hoofdpersonage, in de film De reünie van Menno Meyjes. Van 2015 tot 2016 speelde ze mee in de sketches van Rundfunk als de slanke versie van het personage Roslin. Nog in 2016 vertolkte ze de rol van Britt Wienesse in Als de dijken breken in regie van Hans Herbots en naar een idee van Johan Nijenhuis. In 2017-2020 speelde ze Laura Warmond in de serie Klem van Frank Ketelaar.